# Verwaltungsgemeinschaft Buttenheim
Die Verwaltungsgemeinschaft Buttenheim im oberfränkischen Landkreis Bamberg wurde im Zuge der Gemeindegebietsreform am 1. Mai 1978 gegründet und zum 1. Januar 2002 wieder aufgelöst.
Ihr gehörten die Marktgemeinde Buttenheim und die Gemeinde Altendorf an, die seither Einheitsgemeinden mit eigener Verwaltung sind.
Sitz der Verwaltungsgemeinschaft war Buttenheim.